# Альфедж
Альфедж (также Элфидж; по рождению: Элфэа; др.-англ. Ælfhēah; 954 — 19 апреля 1012) — английский святой, епископ Уинчестерский, архиепископ Кентерберийский.
Как святой неразделённой Церкви, просиявший в 1012 году до Великого раскола, почитается под именами: St.Ælfheah, Elphege, Alphege, Alfege, Godwine в католической, англиканских и в некоторых православных церквах.
Св. Альфедж стал первым архиепископом Кентерберийским, принявшим мученическую смерть.

## Жизнеописание

### Юность и отшельничество
Родился, предположительно, ок. 954 года в местечке Вестон (Weston) близ города Бат, в благородной семье. Мальчик с детства отличался серьёзностью и, когда его мать овдовела, твёрдо решил покинуть дом и стать монахом, вопреки родительской воле. Будучи в юном возрасте, он удалился в монастырь Диерхёст (Deerhurst, графство Глостершир). Проведя 8 лет в обители, Элфэа содействовал возрождению общинного житья насельников к лучшему, вокруг него собралось несколько учеников.
Но молодой монах искал более суровой жизни отшельника или затворника, в связи с чем решил покинуть монастырь и вернуться в Бат. Там он принял аскезу, построил небольшую келью и жил в ней анахоретом и аскетом. Строгость бытия отшельником не тяготила его, a преданность Богу, подвижничество, любовная забота о нищих снискали всеобщее уважение и ответную любовь — простые люди шли к нему за советом и наставлением.

### Рукоположение и епископство
Молодого анахорета заметил архиепископ Кентерберийский Дунстан и в 984 году убедил возглавить местное аббатство, назначив его настоятелем. Служа аббатом, Альфедж говорил, что лучше оставаться в миру, чем быть несовершенным монахом.
Однако в том же 984 году ушёл из жизни святитель Этельвольд Уинчестерский; Альфедж был рукоположён святителем Дунстаном во епископа и (возможно, благодаря влиянию Дунстана) назначен на кафедру Уинчестера.
Так суждено было св. Альфеджу стать вторым епископом Уинчестера с подобным именем: первым был святитель Альфедж Лысый (Ælfheah the Bald, † 951), рукоположивший святителя Дунстана в иерея. За две декады служения в этой епархии Альфедж прославился заботой о неимущих, продолжая оставаться аскетом, в результате чего невероятно похудел. Многие церкви города (Уинчестер был тогда столицей королевства) обновлялись и перестраивались, а в кафедральном соборе (англ. Old Minster) был воздвигнут новый алтарь и установлен превосходный орган.

### Миссия миротворца
Период епископства Альфеджа в Уинчестере совпал с возобновлением атак викингов, опустошавших Англию грабительскими рейдами. Слабовольный король Этельред II пребывал в нерешительности, стараясь откупиться от набегов уплатой т. н. «данегельд». В 994 году язычники-викинги, во главе с Олафом Трюггвасоном, высадились на южном побережье и обосновались на зиму в Саутгемптоне. Это угрожало самой столице, находившейся в 40 км севернее, и всерьёз обеспокоило Этельреда. Король задумался о принятии более эффективных мер, из которых наиболее верной была стратегическая позиция на разрушение союза королей Дании и Швеции, вследствие чего нападения должны были ослабеть.
В составе делегации Альфедж отправился к Олафу Трюггвасону, недавно обратившемуся в христианство на островах Силли (см. подробнее: англ. Olaf I of Norway). Приняв условия, главарь оставил часть посланников в залог на своих кораблях, сам же прибыл в сопровождении епископа в Эндовер и встретился с королём. Этельред принял Олафа с почестями и подарками, заплатил большой выкуп, а святитель Альфедж совершил над ним таинство миропомазания. Будущий конунг поклялся не причинять вреда Англии, а вскоре после этого стал королём Норвегии. Изложение данных событий в «Англосаксонской хронике» предполагает участие Альфеджа не только в конфирмации Олафа, но и в заключении мира, что являет заботу о делах государства.

### Архиепископ Кентерберийский
Шёл 22-й год служения в Уинчестере, когда 16 ноября 1005 года скончался архиепископ Кентерберийский, святитель Эльфрик, бывший другом Альфеджа. В 1006 году преемником на Кентерберийской кафедре был избран Альфедж, таким образом, он стал архипастырем английских христиан.
Он отправился в Рим, где папа Иоанн XVIII вручил ему паллий, знак достоинства архиепископа.
По возвращении в Кентербери Альфедж способствовал развитию культов Дунстана, упокоившегося в 988 году, а также св. Свитина (St.Swithun). По его указанию было написано второе «Житие Дунстана», составленное между 1006 и 1011 годами.
Тем временем обстановка в королевстве ухудшалась, нападения викингов продолжались. Не было единства в обществе, а действия короля успеха не имели. Снова были собраны деньги на откуп и заключён двухлетний мир. Альфедж регулярно бывал при дворе и вместе с архиепископом Йорка Вульфстаном II, он в 1008 г. убедил Этельреда созвать общенациональный собор в Энхаме. На этом собрании, открывшемся в День Святой Троицы, Вульфстан (Wulfstan) читал в присутствии короля и вельмож свою знаменитую Sermo Lupi ad Anglos — «Проповедь Волка к Англам».
| Old English: Forþam hit is on us eallum swutol & gesene þæt we ær þysan oftor bræcan þonne we bettan, & þy is þysse þeode fela onsæge. Ne dohte hit nu lange inne ne ute: ac wæs here & hunger, bryne & blodgyte, on gewelhwylcan ende oft & gelome. & us stalu & cwalu, stric & steorfa, orfcwealm & uncoþu, hol & hete & rypera reaflac derede swyþe þearle. | ` Поэтому ясно и хорошо видно во всех нас, что мы грешили более чем каялись, и посему великие напасти одолевают. Уж давно не было нигде преуспеяния — как дома, так и вне, только разруха военная и голод, пожар и кровопролитие почти всё время, и вновь. Ещё воровство и убийство, чума и язвы, мор и болезни, злоба и ненависть, и грабёж изранили нас весьма тяжко. |  |

Наполненная благочестивой риторикой, это была проповедь национального покаяния, где звучал призыв к строгому исполнению христианских заповедей, осознанию своей греховности, а также обещание мужественно трудиться ради собственного исправления и защиты нации.

### Плен
Последующие годы сопровождались эскалацией враждебной активности викингов. Между 1009 и 1011 годами разбою подверглись свыше 15 провинций. Действуя разобщённо и будучи неспособными объединить усилия в организации слаженного противостояния, графства не проявляли взаимовыручки, a общенационального руководителя и духовного единства нации не было. Снова приходилось откупаться и весьма дорогой ценой. Осаждённый Кентербери также заплатил выкуп. Но захватчики, понимая, что в кафедральном соборе находится множество ценных предметов культа, скоро вернулись. В сентябре 1011 года Кент подвергся очередному вторжению.
Средств на откуп больше не осталось. Из страха попасть в плен люди знатного происхождения стремились покинуть город. Архиепископ решительно отказался уезжать и во время осады прилагал все силы к поднятию воинского духа защитников. Город был осаждён 8 сентября, в праздник Рождества Пресвятой Богородицы, и смог продержаться три недели. Падению способствовали действия предателя, согласно упоминанию «Англосаксонской хроники» (ASC, текст E, s.a.1011) — клирика по имени Элфмар (Ælfmær), чью жизнь спас некогда Альфедж (подробности не уточняются).
Нападающие ворвались в собор и, не найдя спрятанных монахами сокровищ ризницы, стали в ярости убивать служителей церкви, затем подожгли собор. Разграбление города сопровождалось захватом в плен множества мужчин и женщин, которых уводили в рабство, либо для получения выкупа. Эта участь не миновала и архиепископа. С ним также попали в плен епископ Годвин Рочестерский (Godwine, Bishop of Rochester), аббатиса Леофруна из монастыря св. Мильдреды (Leofrun of St Mildrith’s), и другие священнослужители.

### Мученик
Альфедж оказался в Гринвиче, где базировались крупные силы викингов. За него был назначен выкуп в размере 48 000[чего?], который следовало уплатить до Пасхи, 13 апреля. Потребовалось полгода на сбор нужных средств. Предположительно, в сношениях с викингами был посредником влиятельный элдормен Эдрик Стреона.
Всё это время архиепископ томился в плену.